# Tensotaxis
La tensotaxis es el movimiento de migración celular a favor del gradiente de tensión de un sustrato. Este movimiento se consigue mediante la adhesión de filopodios de la membrana al sustrato, cuyas fijaciones permiten a la célula propulsarse mediante la retracción de sus filamentos de estrés.
Se ha observado que las células cambian su alineamiento para seguir la dirección de la tensión máxima principal del medio o sustrato en el que se encuentran, esto provoca la proliferación celular favorable sobre las regiones tensionadas. Las células detectan las tensiones del sustrato mediante la tensión entre filopodios. La fuerza se transduce de forma bioquímica en el interior de la célula y esta información es empleada en la toma de decisión celular.
En sustratos con un gradiente de tensión bajo, la célula emplea un mayor número de filopodios que en sustratos con un gradiente mayor. Se puede suponer que en favor de gradiente la célula consigue realizar una propulsión más eficiente y con menor consumo de energía que en otra condición menos favorable.